# Аеродром Ђерба
Међународни аеродром Ђерба-Зарзис (арап. مطار جربة جرجيس الدولي; фр. Aéroport international de Djerba-Zarzis) је међународни аеродром тунижанског туристичког одредишта и острва Ђерба, смештен непосредно западно од града. Промет туриста је махом везан за туризам, па преовлађују сезонске линије и чартери.